# Uaru
Uaru („Kröte“ in einer brasilianischen Indiosprache) ist eine aus zwei Arten bestehende Gattung der Buntbarsche (Cichlidae). Die Fische leben in Südamerika im Amazonas, im Río Ucayali, im Río Negro, Río Branco, im Orinoko sowie in den Unterläufen der meisten Nebenflüsse.

## Merkmale
Uaru-Arten werden 19 bis 27 cm lang. Ihr Körper ist seitlich stark abgeflacht, in der Seitenansicht oval, hochrückig und wenig gestreckt. Der Kopf und das Auge sind groß, das Maul endständig. Die Zähne sind klein und abgeflacht, bei Jungfischen spitz, bei Adulten abgerundet. Die Schuppen sind relativ klein, die Afterflosse hat mehr als drei Hartstrahlen. Jungfische sind graugrün und dunkel marmoriert bzw. tragen eine Querbänderung. Mit einer Länge von 10 bis 12 cm färben sich zur Adultfärbung um. Die Grundfarbe ausgewachsener Uaru-Buntbarsche ist graubraun, weißlich-beige, gelblich oder braunorange. Darauf zeigt sich ein dunkler, großer, keilförmiger Fleck oder eine breite schwarze Querbinde. Äußere Geschlechtsunterschiede sind nicht vorhanden.

## Lebensweise
Uaru-Arten leben in kleinen Gruppen in Klar- oder Schwarzwasser, meist in größeren Tiefen. Sie ernähren sich vor allem von Pflanzen, nehmen aber auch tierische Nahrung zu sich. Sie sind Offenbrüter und legen ihre Eier auf ein festes Substrat ab. Die Jungfische schlüpfen nach zwei Tagen, werden dann in einer Grube untergebracht, und schwimmen nach weiteren drei Tagen frei. Beide Eltern bewachen und führen die Jungen (Elternfamilie).

## Äußere Systematik

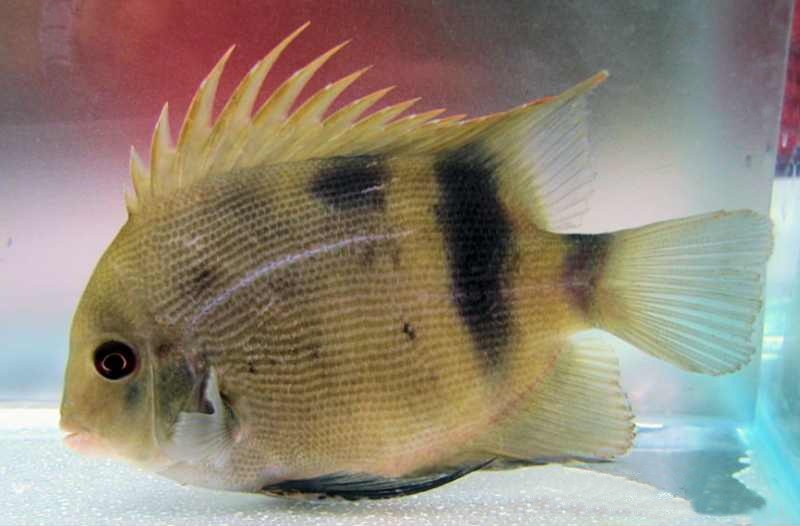
Uaru fernandezyepezi

Uaru gehört innerhalb der Neuweltbuntbarsche (Cichlinae) zum Tribus Heroini und dort zusammen mit den Diskusfischen (Symphysodon), Heros und Mesonauta zu einer Klade hochrückiger Buntbarsche.

## Arten
- Keilfleckbuntbarsch (Uaru amphiacanthoides Heckel, 1840)
- Venezolanischer Keilfleckbuntbarsch (Uaru fernandezyepezi Stawikowski, 1989)